# Farfalla (araldica)
In araldica la farfalla, l'insetto più gentile e l'unico grazioso, simboleggia l'uomo virtuoso che cerca il lume della virtù. È una figura abbastanza rara.

## Posizione araldica ordinaria
La farfalla si rappresenta, abitualmente, montante, cioè vista dall'alto, con le ali aperte e con testa diretta verso il capo dello scudo. Se le ali sono variopinte si dicono divisate o screziate o marcate.

Di nero, alla farfalla d'oro sormontata da una crocetta patente dal piede aguzzo d'argento (Perho, Finlandia)
D'azzurro a tre farfalle d'argento (famiglia Abillan di Francia)
Farfalla luna spagnola al naturale (Peguerinos, Spagna)